# Joan Wasser
Joan Wasser, znana też jako Joan As Policewoman (ur. 26 lipca 1970 w Biddeford, Maine) – amerykańska skrzypaczka i piosenkarka oraz autorka tekstów, była członkini bostońskiej indierockowej grupy The Dambuilders. Występowała lub nagrywała m.in. z Lou Reedem, Tanyą Donelly, Sheryl Crow, Dave'em Gahanem, Eltonem Johnem, the Scissor Sisters, Antony and the Johnsons, Josephem Arthurem i Rufusem Wainwrightem. W 2002 roku utworzyła grupę Joan As Policewoman. Wspomaga Rufusa Wainwrighta w występach na żywo.
Działalność muzyczną zaczęła w trakcie studiów w Bostonie. Początkowo grała w uniwersyteckiej orkiestrze symfonicznej, następnie w grupach The Lotus Eaters, Hot Trix (oraz Mary Timony) czy The Dambuilders, później także w wielu innych.

## Dyskografia
Albumy
- The Classic - 2014
- The Deep Field - 2011
- Cover - 2009
- To Survive - 2008
- Real Life – 2006

EP
- Daytrotter Session - 2011
- B-Sides - 2007
- Joan as Police Woman – 2006
- Joan as Police Woman – 2004

Single
- Holy City - 2014
- The Classic, promo CD - 2013
- Chemmie - 2011
- Nervous - 2011
- The Magic - 2011
- Overprotected - 2010
- To America - 2008
- Holiday - 2008
- To Be Loved - 2008
- Real Life - 2007
- Flushed Chest - 2007
- Christobel - 2006
- My Gurl – 2006
- The Ride – 2006
- Eternal Flame – 2006

Kompilacje
- Jane Magazine – 2003